# Йови Воденичаров
Йови Воденичаров е български юрист и политик, кмет на Бургас.

## Биография
Роден е през 1850 г. в старозагорското село Змейово. Баща му е майстор на воденици. Йови Воденичаров е първият дипломиран адвокат в Бургас. Депутат е в Областното събрание на Източна Румелия. Избран е за кмет на 11 юли 1903 г. след тайно гласуване. Свален е от поста на 13 октомври 1903 година, тъй като срещу него и заместник-кмета Кирязи Атанасов е възбудено углавно дело. Умира на 15 април 1915 г